# Ecuación de Euler-Tricomi
En matemáticas, la ecuación de Euler-Tricomi es una ecuación en derivadas parciales lineal útil para el estudio del flujo  transónico. Recibe el nombre de Leonhard Euler y de Francesco Giacomo Tricomi:
{\displaystyle u_{xx}+xu_{yy}=0.\,}
Es elíptica en el semiplano x > 0, parabólica en x = 0 e hiperbólica en el semiplano x < 0. Sus características son
{\displaystyle x\,dx^{2}+dy^{2}=0,\,}
cuya integral es:
{\displaystyle y\pm {\frac {2}{3}}x^{3/2}=C,}
donde C es una constante de integración. Por lo tanto, las características comprenden dos familias de parábolas semicúbicas, con cúspides en la línea x = 0, las curvas se encuentran en el lado derecho del eje y.

## Soluciones particulares
Las soluciones particulares a las ecuaciones de Euler-Tricomi son del tipo:
- {\displaystyle u=Axy+Bx+Cy+D,\,}
- {\displaystyle u=A(3y^{2}+x^{3})+B(y^{3}+x^{3}y)+C(6xy^{2}+x^{4})+D(2xy^{3}+x^{4}y),\,}

donde A,  B, C,D son constantes arbitrarias.
Una expresión general para estas soluciones es la siguiente:
- {\displaystyle u=\sum _{i=0}^{k}{\frac {x^{m_{i}}\cdot y^{n_{i}}}{c_{i}}}\,}

donde
- {\displaystyle p,q\in [0,1]}
- {\displaystyle m_{i}=3i+p}
- {\displaystyle n_{i}=2(k-i)+q}
- {\displaystyle c_{i}=m_{i}!!!\cdot (m_{i}-1)!!!\cdot n_{i}!!\cdot (n_{i}-1)!!}

La ecuación de Euler-Tricomi es una forma limitada  de la ecuación de Chaplygin.